# Possessioneilanden
De Possessioneilanden zijn een eilandengroep voor de kust van Victorialand in het westelijke deel van de Rosszee bij Antarctica. Ze maken deel uit van de Ross Dependency, de territoriale claim van Nieuw-Zeeland op Antarctica.

## Beschrijving
De Possessioneilanden liggen ruim 7 km ten zuidoosten van Kaap McCormick op Victorialand. De eilandengroep bestaat uit Possession Island, Foyn Island, Bull Island en Heftye Island. Daarnaast maakt een vijftal rotsen er deel van uit.
De archipel kreeg zijn naam van James Ross, een officier van de Royal Navy, die op 12 januari 1841 door het plaatsen van de Britse vlag op Possession Island de groep namens het Verenigd Koninkrijk in bezit nam.

#### Possession Island

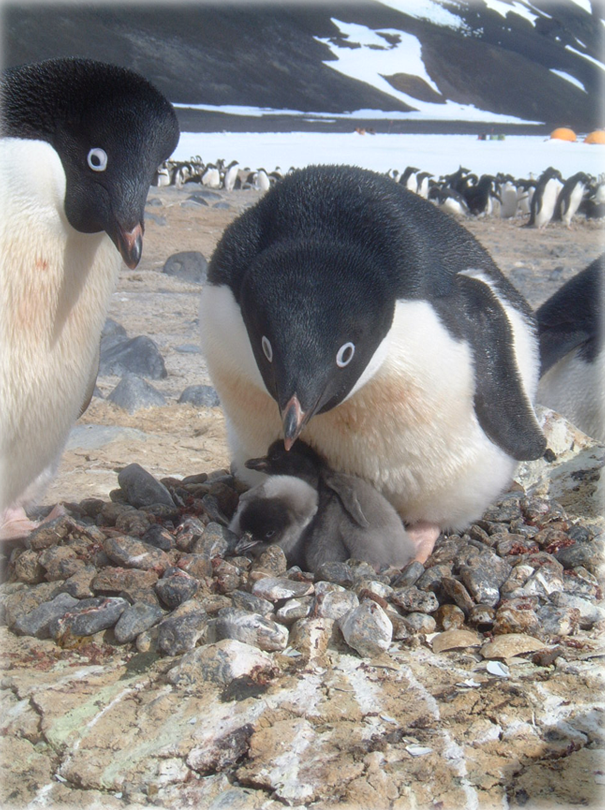
Adeliepinguïns

Possession Island is ruim 2 km lang en is het grootste en meest noordelijk gelegen eiland van de Possessioneilanden. Het is een kaal en laag gelegen eiland, met uitzondering van de zuidpunt, waar de Archer Peak (116 m) steil uit zee oprijst. Op het eiland zijn grote kolonies van de Adeliepinguïn.
Vlak voor de kust van Possession Island staat bij Archer Peak de Dickson Pillar, een 39 meter hoge rotszuil. Ongeveer 1,3 km ten zuiden van het eiland liggen de Kristensen Rocks, twee rotsen van 27 en 101 meter hoog.

#### Foyn Island
Het op een na grootste eiland van de eilandengroep is Foyn Island, dat ongeveer 5,5 km ten zuidzuidwesten van Possession Island ligt. De kustlijn ervan bestaat vrijwel overal uit verticale kliffen. Het hoogste punt van Foyn Island (225 m) bevindt zich op het zuidoostelijke deel van het eiland. Enkele honderden meters voor de oostkust staat de Favreau Pillar (64 m).

#### Bull Island
Ongeveer 1,6 km ten zuiden van Foyn Island ligt Bull Island, een eilandje dat 169 m hoog is. Direct ten noorden ervan bevindt zich de Kemp Rock (68 m).

#### Heftye Island
Heftye Island ligt ca. 1,5 km ten zuidoosten van Bull Island en is het meest zuidelijke eilandje van de eilandengroep. Het hoogste punt ervan bevindt zich op 106 m boven de zeespiegel.

## Zeestraat
De naamloze zeestraat tussen de Possessioneilanden en het vasteland is ongeveer 8 km breed en wordt regelmatig geblokkeerd door drijfijs. In deze passage zijn getijdenstromen waargenomen, waarvan is gemeld dat de noordwaarts gerichte stroom met ongeveer drie knopen (ca. 5,5 km/u) aanzienlijk sterker is dan de stroom die naar het zuiden gaat.

## Onderzoek in het gebied
Een groot deel van de wateren rondom de Possessioneilanden is niet nauwkeurig in kaart gebracht. In februari 2001 werd het gebied voor het eerst onderzocht, in opdracht van de Land Information New Zealand, de hydrografische dienst van Nieuw-Zeeland. Doel daarbij was het vinden van een veilige scheepvaartroute tussen Kaap Adare en Kaap Hallett, ten behoeve van de steeds meer in aantal toenemende toeristische cruises naar deze streken. Verder werd wetenschappelijk onderzoek gedaan op het gebied van visserij, biodiversiteit en oceanografie.